# Quercus ellipsoidalis
La quercia settentrionale acuminata (Quercus ellipsoidalis E.J.Hill) è un albero della famiglia delle Fagaceae diffuso in America settentrionale.

## Descrizione

### Portamento
Il portamento è arboreo e la pianta può raggiungere i 25 metri d'altezza.

### Corteccia

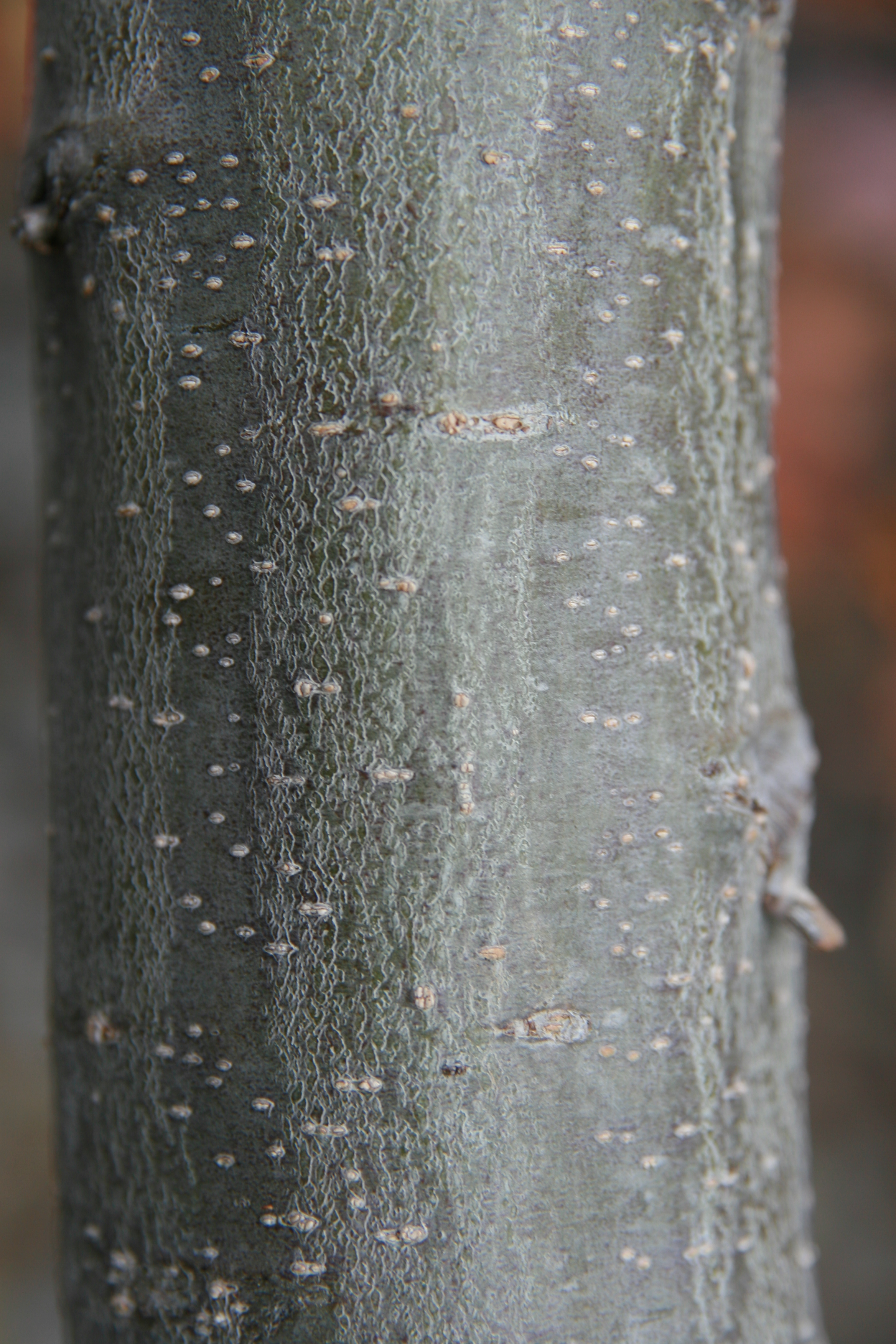
Corteccia

La corteccia è liscia o scarsamente fessurata e di colore grigio.

### Foglie
Le foglie sono di forma ellittiche e caratterizzate da profondi lobi che terminano con delle punte; sono lunghe circa 13 cm e larghe 10. Il colore è verde intenso sulla pagina superiore mentre è più pallido in quella inferiore. Sono lucide su entrambe le pagine, sebbene quella superiore sia liscia a differenza di quella inferiore che invece presenta della peluria marrone all'ascella delle nervature. La specie è decidua e le foglie assumono una colorazione rossa in autunno prima di cadere.

### Fiori
I fiori maschili sono amenti di colore giallo-verde, quelli femminili sono insignificanti. Appaiono in primavera.

### Frutti
I frutti sono ghiande lunghe circa 2 cm e racchiuse in una cupola grigia per circa un terzo o metà della lunghezza.

## Distribuzione e habitat
Cresce nei boschi aridi di Stati Uniti e Canada meridionale.